# Podobnost (geometrija)
Podóbnost je v geometriji značilnost množic (likov, teles), da imajo enako obliko, vendar pa ne nujno tudi enako velikost. Poseben primer podobnosti je skladnost, ko imata dve množici enako obliko in tudi velikost.
Množici točk sta podobni, če se da eno na drugo preslikati s podobnostno preslikavo, tako da se popolnoma prekrijeta. Pri tem izraz podobnostna preslikava lahko pomeni:
- poljuben togi premik
- poljuben središčni razteg
- kompozitum togega premika in središčnega raztega.

Podobnost množic M1 in M2 se zapiše kot:
{\displaystyle M_{1}\sim M_{2}\!\,.}

## Podobnost likov
Podobnost je najpreprosteje preveriti za dva trikotnika: Trikotnika sta podobna, če se ujemata v vseh kotih.
Pri drugih mnogokotnikih ujemanje v kotih v splošnem ne zadošča za podobnost (zgled: kvadrat in raznostranični pravokotnik se ujemata v kotih, a si nista podobna).
Če sta dva n-kotnika med sabo podobna, potem imata vse istoležne stranice v istem razmerju. Rezultat razmerja se imenuje koeficient podobnosti (k):
{\displaystyle {\frac {a'}{a}}={\frac {b'}{b}}={\frac {c'}{c}}=\cdots =k\!\,.}
Tudi ostale dolžine (višine, težiščnice ipd.) v podobnih likih so v istem razmerju. Isto razmerje velja tudi za obseg.
Za ploščino pa velja: {\displaystyle {\frac {p'}{p}}=k^{2}\!\,.}

## Podobnost teles
Če sta si geometrijski telesi podobni, potem imata vse istoležne robove v istem razmerju. Rezultat razmerja se imenuje tudi v tem primeru koeficient podobnosti (k):
{\displaystyle {\frac {a'}{a}}={\frac {b'}{b}}={\frac {c'}{c}}=\cdots =k\!\,.}
Tudi ostale dolžine (telesne diagonale, višine ipd.) v podobnih telesih so v istem razmerju. 
Za površino in prostornino pa velja:
{\displaystyle {\frac {P'}{P}}=k^{2}\qquad {\frac {V'}{V}}=k^{3}\!\,.}